# جشنة طويلة الذيل
جشنة طويلة الذيل (الاسم العلمي: Anthus longicaudatus) (بالإنجليزية: Long-tailed Pipit)‏ هو طائر صغير من الجواثم ينتمي لفصيلة التمرة وأم عجلان.